# Ротково (Нефтекамск)
Ротково — микрорайон, упразднённый в 2005 году, входящий в состав города Нефтекамск (в пригородной зоне).

## История
Основана в Осинской дороге. Упомянута на карте 1781 г. как д. Ротково (Неволино). По V ревизии 1795 г. здесь жили дворцовые крестьяне (57 душ мужеского пола). Но по VII они — удельные (68 душ мужского пола). В 1834 г. их было 73, в 1850 г. — 97 душ м.п. 244 человека и 45 дворов было учтено в 1870 г. По истечении 26 лет уменьшились численность жителей (226 человек) и количество дворов (34).
Жители занимались земледелием. Была ветряная мельница. В 1906 зафиксирован хлебозапасный магазин.
В 1969—2005 относилась к Ташкиновскому сельсовету города Нефтекамска.
Согласно Закону Республики Башкортостан от 20 июля 2005 года N 211-з «О внесении изменений в административно-территориальное устройство Республики Башкортостан в связи с образованием, объединением, упразднением и изменением статуса населенных пунктов, переносом административных центров», Ротково вошло в состав города и упразднено:

11. Внести следующие изменения в административно-территориальное устройство Республики Башкортостан:
а) изменить границы населенного пункта город Нефтекамск и Ташкиновского сельсовета города Нефтекамска согласно представленной схематической карте, передав деревню Ротково Ташкиновского сельсовета в состав территории населенного пункта город Нефтекамск.
Исключить деревню Ротково Ташкиновского сельсовета города Нефтекамска из учётных данных 

## Население
В 1795 учтено 57 душ мужеского пола, в 1865 в 45 дворах — 244 человека, в 1906—211 чел.; перепись 1920 г. — 245 чел. (51 дом); 1939—170; 1959 — 41; 1989 — 30; 2002 — 27 человек.